# 新川学びの森天神山交流館
新川学びの森天神山交流館（にいかわまなびのもりてんじんやまこうりゅうかん）は、富山県魚津市天神野新147-1にある教育施設である。国際交流活動、生涯学習教室や趣味講座、音楽活動の練習など、さまざまな活動に利用できる。「森のゆめ市民大学」も、ここで開催される。

## 沿革
2002年に閉校した洗足学園魚津短期大学の校舎を再利用し、同年6月に開館した。
魚津市内の公共施設再編に伴い、稼働率の低い体育・宿泊・食事施設については、当初2023年度に廃止する方針で、市は民間への譲渡、貸与も含めて廃止部分の活用策を検討する方針であった。2019年には2020年度末（2021年3月）を以て施設全体を廃止する方向となった。廃止後は市内の農産物生産会社「天空」が食堂棟などを使用してワインやリンゴの酒シードルの醸造・販売および干し芋の加工販売の事業所としての使用が候補に挙がっていた。
しかし、民間利用者の応募が無かったことや、コロナ禍で利活用が厳しい状況であることや、利用者らによる1万人余りの廃止の延期を求める署名が市に提出されたことから、民間活力の活用を改めて探るため、廃止時期を来年度末までを目処に延期する方向となった。この間に費用面の条件を緩和して再募集している。2021年度は現行の木曜日に加え月曜日も休館とし、営業時間も短縮する。また、宿泊の受け入れも取り止めとすることになった。同年9月2日には、通信制高校・未来富山が宿泊棟と体育館を、同校野球部の寮、練習場所として活用することを提案していることが判明した。
2022年4月以降は、同館利用者らでつくる一般社団法人『にいかわ学びの森みらい会議』が本館、レッスン棟などの運営を担うころになった。

## 主な施設
- 大研修室
- 中研修室
- 小研修室
- 桜ホール（合唱室）
- 合奏室
- 中練習室
- 小練習室
- 個人練習室
- 体育室
- 宿泊所

## 桜の名所
洗足学園魚津短期大学が開校された時に植えられた桜（ソメイヨシノ、サトザクラ）が有名で、隣接する市営球場の周囲に植栽されたソメイヨシノや天神山に点在するサクラを同時に眺めることができることから、「富山さくらの名所70選」に選定されている。

## 周辺の施設、旧跡について
- 魚津歴史民俗博物館
- 天神山城